# Laimer Unterführung
Die Laimer Unterführung ist ein Straßentunnel in München im Verlauf der Wotanstraße, die die Stadtteile Nymphenburg und Laim verbindet. Die Unterführung unterquert die Bahnstrecke vom Hauptbahnhof München zum Bahnhof München-Pasing mit den Abzweigen nach Regensburg und Treuchtlingen. Sie hat eine Länge von etwa 225 Metern. Sie wurde 1891 eröffnet. Die Unterführung weist eine maximale Durchfahrtshöhe von 3,20 m auf.

## Lage
Die auch als „Laimer Giftröhre“ apostrophierte Unterführung liegt nördlich der Landsberger Straße und unterquert die Bahnanlagen beim Bahnhof München-Laim. Sie verläuft in Nord-Süd-Richtung, besteht derzeit aus zwei Röhren (dritte Röhre im Bau) und vermittelt den Zugang zum von der S-Bahn-Stammstrecke bedienten Bahnhof.

## Verlauf

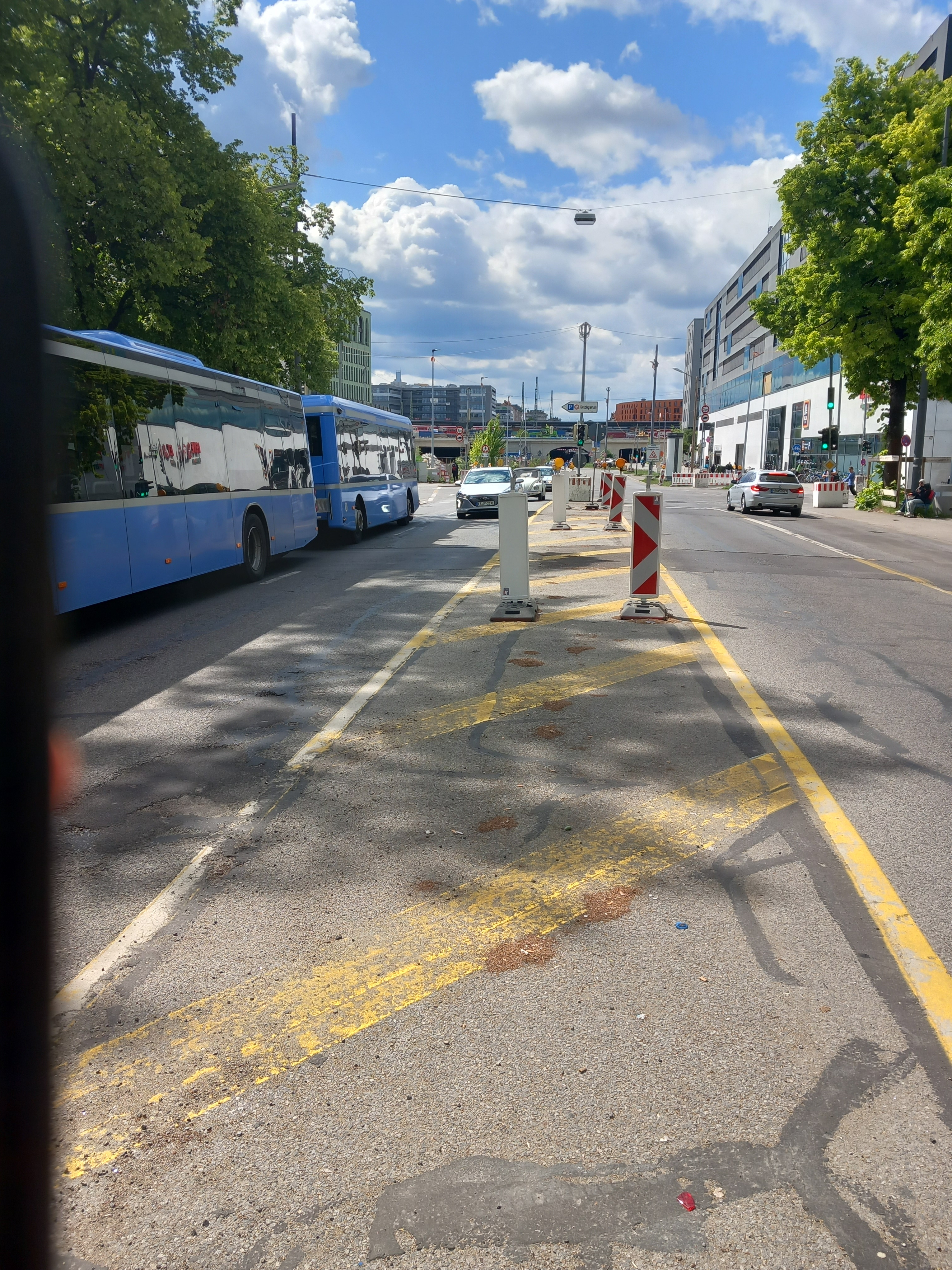
Blick von der Wotanstraße zu den Nordportalen der Unterführung

Die Laimer Unterführung setzt dem Gleiskörper dem Laimer Rangierbahnhofs und der Bahnstrecke München-Hauptbahnhof – München-Pasing als Tunnel die vom Romanplatz kommende Wotanstraße nach Süden zur Landsberger Straße fort; an der Kreuzung mit dieser geht sie in die Fürstenrieder Straße über. Am Tunnel liegt der Zugang zum Bahnhof München-Laim.

## Geschichte
Die Laimer Unterführung ersetzt seit dem Jahr 1891 einen niveaugleichen Bahnübergang. Sie wurde ursprünglich mit nur einer Tunnelröhre gebaut, was ihr mit zunehmendem Kraftfahrzeugverkehr den Beinamen Laimer Giftröhre einbrachte. Für die zweite Röhre wurden zwar die Einfahrtsportale erstellt, die Röhre wurde aber bis 1988 nicht durchgebrochen. Erst 1988 erfolgte ihr Durchbruch für Radfahrer und Fußgänger. Derzeit wird östlich der bestehenden Tunnelröhre eine Umweltverbundröhre gebaut, die auch eine Bushaltestelle aufnehmen soll. Auch die Straßenbahntangente West soll durch die Laimer Unterführung geführt werden. Insbesondere wegen des Baus der Zweiten S-Bahn-Stammstrecke kam es wiederholt zu Sperrungen der Unterführung.